# Adolf I (hrabia Kleve)
Adolf I (ur. przed 1350 r., zm. 7 września 1394 r. w Kleve) – biskup Münsteru w latach 1357–1363,  arcybiskup-elekt Kolonii w latach 1363–1364, hrabia Kleve od 1368 r. i hrabia Mark (jako Adolf III) od 1391 r.

## Życiorys
Adolf był synem hrabiego Mark Adolfa II i Małgorzaty, córki hrabiego Kleve Dytryka VII. Jako młodszy syn został przeznaczony do stanu duchownego. Dorastał na dworze stryja Engelberta, ówczesnego biskupa Leodium. W 1348 r. został kanonikiem w Kolonii, a w 1351 r. w Leodium. W latach 1353–1357 studiował prawo kanoniczne w Montpellier, przy okazji nawiązując bliskie stosunki z kurią papieską w Awinionie. W 1357 r. został biskupem Münsteru, a w 1363 r. papież przeniósł go na stanowisko arcybiskupa Kolonii. Jednak wobec perspektywy sięgnięcia po hrabstwo Kleve zrezygnował ze stanowiska arcybiskupiego na rzecz swego stryja Engelberta. Po bezpotomnej śmierci hrabiego Kleve Jana w 1368 r. rozpoczął panowanie w Kleve. Zmuszony był jednak zrzec się na rzecz swego starszego brata, hrabiego Mark Engelberta III części swego księstwa położonych na prawym brzegu Renu. W 1378 r. rozpoczął 14-letnią wojnę o Linn przeciwko arcybiskupowi Kolonii Fryderykowi z Saarwerden. Dopiero gdy po śmierci brata Engelberta III objął także w 1391 r. hrabstwo Mark, zrezygnował z Linn w zamian za inne koncesje na swoją rzecz.
Został pochowany w kościele Wniebowzięcia Najświętszej Marii Panny w Kleve.

## Rodzina
Adolf pomiędzy 1364 a 1369 r. poślubił Małgorzatę, córkę hrabiego Bergu Gerarda. Z małżeństwa tego pochodziło kilkanaścioro dzieci, w tym:
- Adolf II (1371/3–1448), następca ojca jako hrabia Kleve, późniejszy książę Kleve i hrabia Mark,
- Dytryk (1374–1398), następca ojca jako hrabia Mark,
- Gerard (przed 1405–1461), późniejszy hrabia Mark,
- Małgorzata (ok. 1375–1411), żona księcia Bawarii-Straubing i hrabiego Holandii Albrechta I,
- Elżbieta (1378?–po 1430), żona księcia Bawarii-Ingolstadt Stefana III.